# Kulturschmiede (Arnsberg)
Die Kulturschmiede in Arnsberg ist eine städtische Kleinkunstbühne und Sitz des Teatrontheaters. Die Einrichtung befindet sich in einem denkmalgeschützten Haus und einer angrenzenden ehemaligen Schmiede in der Arnsberger Altstadt.

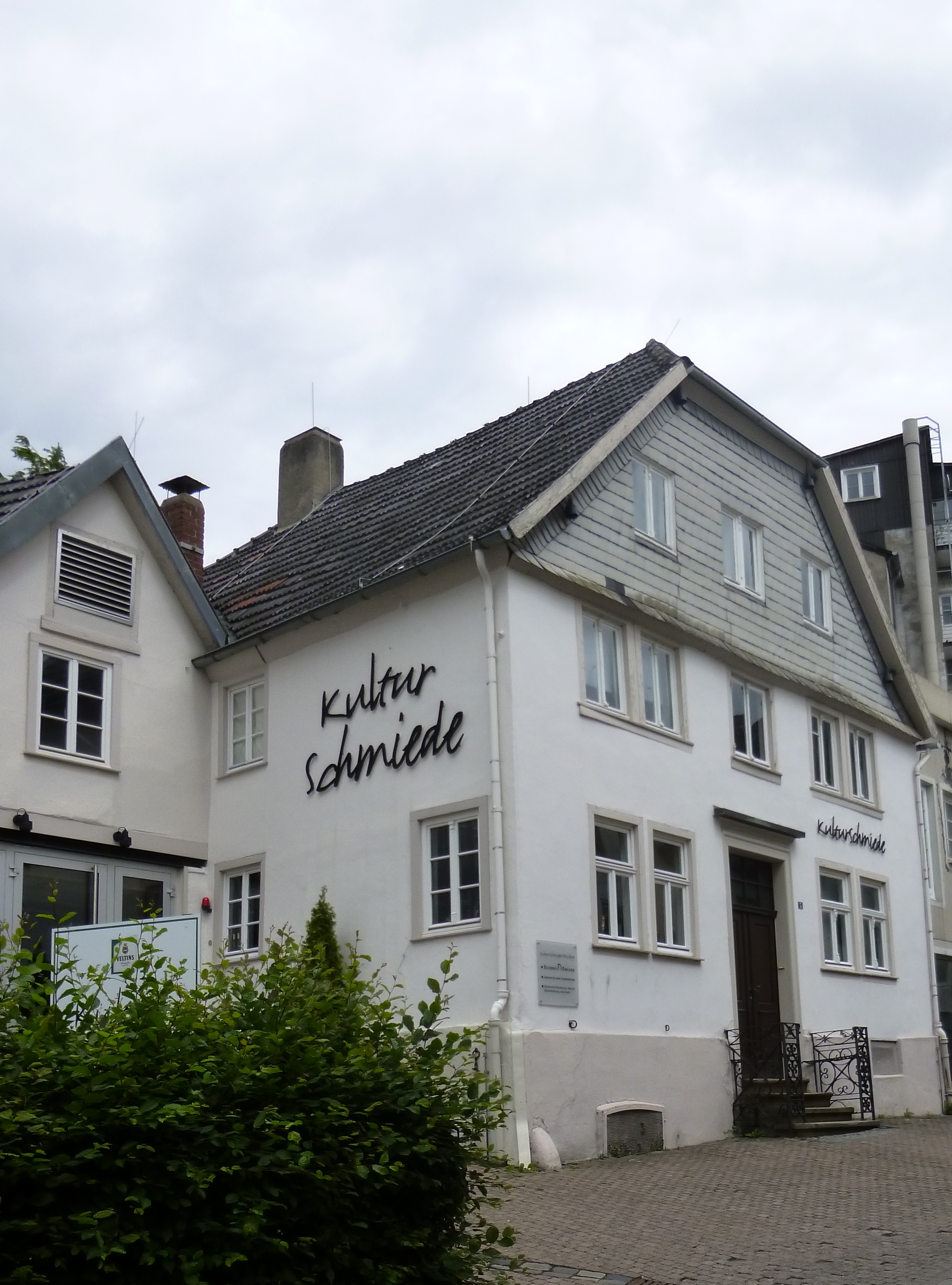
Denkmalgeschütztes Haus Apostelstraße 5

## Bau
Nach dem Stadtbrand von 1799 wurde das Fachwerkgebäude errichtet. Es handelte sich um ein Mittelflurhaus mit zwei Räumen rechts und links des Flures. Die Bodenfliesen im Flur des Erdgeschosses und die ins Obergeschoss führende Treppe stammen aus dem späten 19. oder frühen 20. Jahrhundert. Das Wohnhaus wurde als typisches Beispiel eines Bürgerhauses mit Mittelflur 1991 in die Denkmalliste der Stadt Arnsberg eingetragen.
An das Haus war eine Schmiede angebaut, die spätestens 1908 vorhanden war. Sie befand sich im Besitz des Schmiedemeisters Vernholz und gehörte danach dem Schmied Fritz Huß. Auch später noch wurde der Bau als Schmiede Huß bezeichnet. Der jetzt vorhandene Werkstattbau stammt aus dem Jahr 1921 und wurde 1951 erneuert.
Haus und Werkstatt standen um die Jahrtausendwende einige Jahre leer. Unter anderem wegen der Auflagen des Denkmalschutzes, war eine Nutzung als Wohngebäude kaum noch möglich. Daraufhin kaufte die Stadt Arnsberg Haus und Werkstatt an, um sie für kulturelle Zwecke zu nutzen.
Das Ensemble wurde im Erdgeschoss stark umgebaut. Im Bereich des denkmalgeschützten Wohnhauses befindet sich heute eine Gastronomieeinrichtung überwiegend für den Veranstaltungsbetrieb. In der anschließenden früheren Werkstatt wurde eine Bühne und entsprechende Licht- und Tontechnik eingebaut. Im Zuschauerraum finden etwa 100 Personen Platz.  Die architektonischen Eingriffe blieben ansonsten begrenzt. Vieles wie große Kräne an der Decke erinnern immer noch an die gewerbliche Vergangenheit.

## Nutzung
Die Kulturschmiede dient seit 2003 neben dem Sauerlandtheater für größere Aufführungen als kleines Haus der Arnsberger Theater. Neben Eigenproduktionen und Schultheateraufführungen werden auch Inszenierungen von Gastensembles angeboten.
Sie ist Sitz des israelisch-deutschen Teatron Theaters. Gegründet wurde das professionelle und freie Theater von Yehuda und Ulla Almagor. Mit der ersten Produktion Der Zwerg nach Pär Lagerkvist von 1990 gewann die Gruppe den 2. Preis des 1. israelischen Theaterfestivals für Monodramen. Das Teatron Theater trat damit auch in Nordrhein-Westfalen auf und erhielt den Förderpreis der Stiftung Kunst und Kultur des Landes NRW. Es folgten weitere Inszenierungen, teilweise mit Experimentiercharakter. Klassisches Schauspiel wird teilweise verbunden mit Figuren- und Objekttheater. Auch kommt es zu Verbindungen mit bildender Kunst, Musik- und Tanztheater. Mit seinen Produktionen trat das Theater in Deutschland, Europa, Israel und den USA erfolgreich auf.
Unter der Bezeichnung Teatron Bühne II werden mit Laien aus der Region unter anderem zentrale Werke der Schauspielliteratur (z. B. 2013: Friedrich Schiller: Kabale und Liebe) inszeniert. Auch beteiligt sich die Gruppe an verschiedenen regionalen Kulturprojekten und nimmt regelmäßig am Arnsberger Kunstsommer teil.
Daneben dient die Kulturschmiede als Veranstaltungsort für zahlreiche weitere Musik-, Kabarett- und ähnliche Veranstaltungen des städtischen Kulturbüros. Auch der Arnsberger Jazz-Club nutzt den Ort für zahlreiche seiner Konzerte. Daneben finden dort auch Veranstaltungen von Verbänden und Vereinen statt.